# GÉANT3
GÉANT3 (проект англ. European Research and Education Internet) — Європейський Інтернет для наукових досліджень і освіти.
GÉANT3 — продовження проекту GÉANT2, його розвиток.
Планується розпочати функціонування GÉANT3 у 2009 році.
Число країн-учасників — 40.